# Maulwurfspitzmäuse
Die Maulwurfspitzmäuse (Surdisorex), auch Wühlspitzmäuse genannt, sind eine ausschließlich in Kenia lebende Gattung der Spitzmäuse (Soricidae) mit drei Arten. Früher wurden sie als Untergattung der Afrikanischen Waldspitzmäuse (Myosorex) geführt.
Maulwurfspitzmäuse sind an eine teilweise unterirdische Lebensweise angepasst. Augen und Ohren sind klein und größtenteils im Fell verborgen, der Schwanz ist kurz und die Vorderpfoten sind auffallend groß und kräftig. Das lange, raue Fell ist an der Oberseite braun gefärbt, die Unterseite ist heller, auch der Schwanz ist zweifärbig. Bei älteren Tieren kann ein dunkler Rückenstreifen vorhanden sein.
Maulwurfspitzmäuse bewohnen ausschließlich Gebirge in Kenia. Ihr Lebensraum sind feuchte Wälder zwischen 2800 und 3300 Metern Seehöhe. Sie leben in Erdbauen und graben Tunnel, ihre Nahrung besteht vorwiegend aus Regenwürmern.
Es werden drei Arten unterschieden, von denen zwei von der IUCN als gefährdet (vulnerable) geführt werden:
- Die Aberdare-Wühlspitzmaus (Surdisorex norae), lebt in der Aberdare Range westlich des Mount-Kenya-Massiv.
- Die Mount Kenya-Wühlspitzmaus (Surdisorex polulus), ist nur von drei Individuen bekannt, die am Mount-Kenya gefunden wurden.
- Surdisorex schlitteri ist nur von einem einzigen Exemplar bekannt, das auf der kenianischen Ostseite des Mount Elgon gefangen wurde.[1]